# 小行星4988
小行星4988（4988 Chushuho）是一颗绕太阳运转的小行星，为主小行星带小行星。该小行星于1980年11月6日，由中国科学院紫金山天文台发现。

## 轨道参数
小行星4988的轨道半长轴为2.4063871 UA，离心率为0.214。